# DXRACER
DXRACER（デラックススレーサー）または(ディーエックスレーサー)は、2001年に設立されたアメリカ合衆国・ミシガン州に本社を置くゲーミングチェアを扱う企業。世界で初めてゲーミングチェアを発売した企業である。

## 歴史
DXRACERは自動車の高級シートの製造会社であったが、2000年代の自動車市場の停滞により収益減少に直面し、自動車シートの技術を活用して2006年に世界初のゲーミングチェアを発売した。

## 概要
世界初のゲーミングチェアを発売した企業であり、現在も根強い人気のブランドである。ゲーミングチェアの黎明期を支えたAKRacingと比較されることが多く、実際にデザインが似ているモデルも多い。海外ではDXRACERの人気が高いが、日本ではテレビ番組やCMなどの効果もあってAKRacingのほうが人気が高い。

## 製品
DXRACERは他社に比べて製品の種類が多く、体格や身長に合わせて製品を選ぶことができる。
ゲーミングチェアの一般的な機能であるヘッドレストとランバーサポートを備えており、リクライニングにより寝ることもできる。表面素材はポリウレタンレザー製とファブリック製がある。
2021年には世界初のフルエアメッシュ製ゲーミングチェア「DXRACER Air」を発売開始した。